# ساموئل گریگوریان
ساموئل ساموئلی گریگوریان (ارمنی: Սամվել Սամվելի Գրիգորյան؛ زاده ۱۸ مارس ۱۹۳۰ - درگذشته ۱۱ آوریل ۲۰۱۵) دانشمند در رشته مکانیک اهل ارمنستان بود. 

## زندگی‌نامه
وی در ۱۸ مارس ۱۹۳۰ در وان، استان مارتاکرت، جمهوری آرتساخ به دنیا آمد و از دانشگاه دولتی مسکو (۱۹۵۶) و (۱۹۵۳) فارغ‌التحصیل شد. وی عضو مکاتبه‌ای آکادمی علوم اتحاد شوروی و عضو تمام‌وقت فرهنگستان علوم روسیه بود. وی همچنین برندهٔ جوایزی همچون نشان پیش‌کسوت کار، مدال بزرگداشت ۸۵۰مین سالگرد مسکو، مدال به مناسبت یکصدمین سالگرد تولد ولادیمیر ایلیچ لنین، جایزه شورای وزیران اتحاد شوروی شد. وی در ۱۱ آوریل ۲۰۱۵  در سن ۸۵ سالگی در نوگینسک، روسیه درگذشت و در گورستان ترویکوروفسکوی به خاک سپرده شد.

## یادداشت
1. ↑  founder of modern theory of dynamics of mining minerals and soils
2. ↑  Ս. Ա. Չապլիգինի անվան մրցանակ